# Loughareema

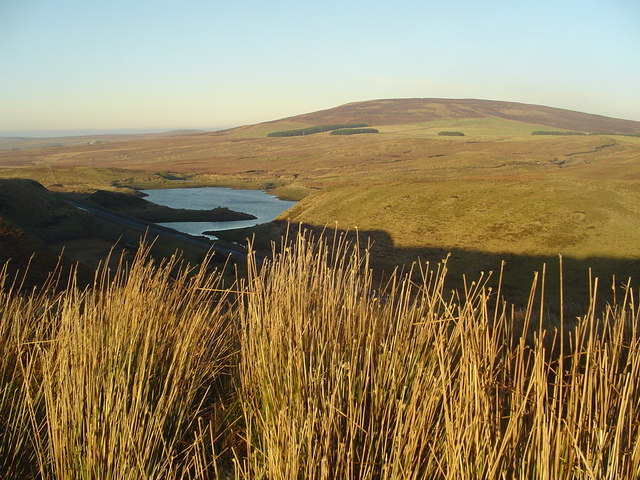
Blick auf den See. Der kurze gerade Uferabschnitt vorne ist der neuerlich mit einer Mauer gesicherte Abschnitt, um das (schnelle) Überspülen der Straße zu verhindern

Loughareema (auch Loughaveema, Vanishing Lake, irisch Loch an Mhadhma, dt. „See des Ausbruchs“) im Nordosten Nordirlands ist ein kleiner See, der periodisch, aber unvorhersehbar trockenfällt. Das Phänomen gilt als für Europa einzigartig. Der See liegt direkt an Küstenstraße nahe Ballycastle. Bisweilen wird die Küstenstraße durch das Stillgewässer überspült, denn überraschenderweise führt die Straße nach Ballycastle kurz direkt durch den See. Die Bewohner der Gegend „munkeln augenzwinkernd“, dass sich selbst einst die auswärtigen Straßenbauingenieure vom See haben „austricksen“ lassen.
Grund für das ungewöhnliche Phänomen ist, dass sich der See auf einem „undichten“ Kreidebett befindet. Sind die Abflusslöcher mit beispielsweise Torf verstopft, kann das Wasser nicht im Untergrund ablaufen und sammelt sich wieder zu einem See.
Das passiert bei starken Regenfällen, wie diese in Irland nicht selten vorkommen, ganz rasch – und genauso unvermittelt verschwindet der See wieder, sobald einer der beschriebenen Torf-„Pfropfen“ nicht mehr dicht ist.
In der Nähe liegen die Portal Tombs von Ballyvennaght A und B.